# Олійник Максим В'ячеславович

## Життєпис
Народився 19 березня 2001 в місті Київ. Навчався в 159-й школі міста Києва . Пізніше навчався в Національному авіаційному університеті 
У березні 2022 року Максим став бійцем територіальної оборони на Оболоні в м. Києві. Згодом був оголошений набір до батальйону «Свобода» 4-ї бригади оперативного призначення Нацгвардії для захисту України на східних рубежах. Пройшовши підготовку, Максим в кінці квітня у складі третього батальйону спільно із сотнею побратимів вируших в район Рубіжного. Майже місяць був на «нулі». Отримав контузію.
Загинув внаслідок отримання поранень у районі н. п. Зайцеве Бахмутського району Донецької області [неавторитетне джерело].
Нагороджений орденом За мужність III ступеня (посмертно) 
Увічнення пам'яті: меморіальна дошка на будівлі Спеціалізованої школи II-ІІІ ступенів № 159 м. Києва; меморіальна табличка у Свято-Миколаївському храмі (м. Боярка); запис на стелі-обеліску  Алеї пам'яті захисників України (м. Київ, вул. Оранжерейна); запис на стелі пам'яті біля пам'ятника воїну-добровольцю (м. Київ, пр-т Червоної Калини); почесний житель Боярської міської територіальної громади (посмертно) (рішення Боярської міськради від 04.12.2024 №  01-1/60), книга "Воїн на псевдо "Мінор" (автор  В'ячеслав Олійник В.), вірш-присвята "Мінору" (автор Олександр Козинець), вірш-присвята "Як ти? Розмова у два голоси" (авторка Ангеліна Олійник), вірш-присвята "Зустріч" (авторка  Галина Захарова), вірші "Максим" та "Що бачили очі твої?" (авторка Катерина Шарая), прозовий твір-замальовка "Маленьке капучино" (авторка  Ангеліна Олійник, дипломантка конкурсу малої прози ім. Василя Стефаника за цей твір)